# Silencio se juega
Silencio se juega es un concurso de televisión emitido la noche de los lunes por La 2 de TVE en el año 1984. 

## Mecánica
Dentro del espacio se emitía un largometraje. Posteriormente, el programa se convertía en un concurso en el que los participantes, dos parejas de concursantes, debían responder a cuestiones relacionadas con el título proyectado. En caso de empate final, para desempatar, las parejas debían interpretar una escena de la película. Por su parte, el público quedaba dividido en dos mitades que debían ayudar a cada una de las dos parejas de concursantes respectivamente.
La primera película emitida el día de su estreno fue El destino también juega (1966), con Henry Fonda.
Presentado por Paula Gardoqui, amenizado por el músico Reverendo y donde José Miguel Monzón, El Gran Wyoming, adquirió gran popularidad en España.